# Я просто їх вигадую, дивись!
«Я просто їх вигадую, дивись!» — комічний вірш американського письменника Айзека Азімова, написаний в 1957 році. Це монолог від прихильника, який допитується в автора, як саме той вигадує свої ідеї. Відповідь є у назві вірша.
Він у війшов у збірки «Дев'ять завтра» (1959) та «Найкраща наукова фантастика Айзека Азімова» (1986).